# Batalla de Yavin
La batalla de Yavin és una de les majors batalles en el marc de l'univers fictici de la Guerra de les Galàxies, durant la Guerra Civil Galàctica. Els bàndols en conflicte eren l'Imperi Galàctic i l'Aliança Rebel. En la cronologia de Star Wars, el fet constitueix una fita, i és utilitzat com a punt de referència temporal. La batalla constituïa l'escena culminant de la pel·lícula Star Wars de 1977 (coneguda a partir de 1981 com Episodi IV: Una Nova Esperança).

## Esdeveniments previs
Després de la destrucció d'Alderaan, la tripulació i els passatgers de la nau Falcó Mil·lenari aparentment van rescatar de forma reeixida a la princesa Leia Organa de l'Estrella de la Mort, conjuntament amb informació tècnica detallada de la gegantesca estació espacial. No obstant això, tal com Leia sospitava, en realitat els va ser permès escapar a fi de guiar a les forces de l'Imperi a la base principal rebel, localitzada en la quarta lluna del planeta Yavin (Yavin IV).
Estudiant els plànols, els rebels van descobrir l'existència d'un petit conducte de ventilació que portava al reactor principal, permetent que un míssil de protons aconseguira el reactor, i destruir així l'estació. No obstant això, el conducte tenia tan sols 2 metres de diàmetre i estava situat en una estreta trinxera protegida per bateries turbo-làser pesades. Els caces espacials rebels havien de navegar per la mateixa trinxera a fi d'aconseguir que els seus sistemes d'objectiu pogueren fixar-se en la boca del conducte. A més, aquesta obertura posseïa un escut de rajos que ho feia impenetrable als làser, de manera que només era viable utilitzar torpedes de protons.

## Batalla
No obstant, poc després l'Estrela de la Mort va arribar al sistema Yavin i es va posicionar per a disparar la seua arma principal, la qual cosa haguera destruït la base rebel. El propi planeta s'interposava en aquell temps entre l'estació Imperial i Yavin 4, per la qual cosa les forces Imperials no van poder fer ús d'aquesta arma immediatament, havent d'esperar que el cicle orbital els permetera aconseguir l'angle de tret necessari. Amb el temps en contra seva, els Rebels van llançar una flotilla de 30 caces espacials tipus Wing-X i Wing-Y, incloent a Luke Skywalker (designat Red 5) en un intent desesperat d'executar el seu pla i evitar la destrucció de la seua base. L'Estel de la Mort va intentar utilitzar les seues bateries, però les seues defenses estaven dissenyades principalment per a fer front a naus de gran grandària, no contra els xicotets i àgils caces espacials Rebels. El comandant de l'estació, Grand Moff Tarkin, subestimà l'atac, i considerant-ho fútil, es va negar a desplegar els vasts esquadrons de caces TIE amb els quals la mateixa estava dotada. Però Darth Vader, apreciant l'amenaça que l'atac Rebel presentava, va ordenar al seu esquadró personal de caces entrar en combat sota la seua pròpia autoritat. Els esquadrons de TIE fighters van interceptar a les forces rebels poc després, a l'adonar-se que les bateries làser no aconseguien detenir-les. Es va donar ordre de detenir el foc dels turbo-làser contra els atacants, mentre l'esquadró de Darth Vader continuava la defensa, destruint la gran majoria de les naus rebels (Vader va destruir un total de set caces rebels, demostrant la seua supremacia com a pilot espacial).
Durant la batalla, les baixes rebels van ser molt nombroses, amb pèrdua del 90% de les seues forces tant pel foc de les torretes com a les mans de l'esquadró de Darth Vader. En fracassar el primer intent de bombardeig, els caces restants (tres Wing-X i un Wing-Y) es van alinear per a un segon intent. Darth Vader els va perseguir i va derrocar un a un. Pel comandament rebel, la situació es va tornar desesperada; el temps s'esgotava en acostar-se l'Estrela de la Mort a la posició de tret, s'havien perdut quasi tots els caces i l'únic pilot restant que podia efectuar el colp estratègic, Skywalker, hi havia inexplicablement desactivat el seu ordinador d'atac. Malgrat això, Skywalker havia estat aconsellat per l'esperit d'Obi-Wan Kenobi d'utilitzar la Força per a fer el quasi impossible tret.

## Destrucció de l'Estel de la Mort
Darth Vader, sentint la gran presència de la Força en l'últim pilot, es va preparar a interceptar-ho. No obstant, en el moment final, Han Solo i Chewbacca a bord del Falcó Mil·lenari van sorprendre a Vader i van enviar la seua nau donant tornades sense control en l'espai. Luke Skywalker va efectuar el tret, i amb l'ajut de la Força, els seus torpedes van entrar per l'obertura netament. L'Estel de la Mort va explotar només uns segons abans que la seua arma principal haguera pogut destruir Yavin 4. Grand Moff Tarkin i tot el seu equip, incloent part del millor personal de l'Imperi van morir en l'explosió. Contra tot pronòstic, l'Aliança Rebel havia obtingut una victòria d'enorme importància.
A més del propi Darth Vader, diversos oficials de bord de l'Estrela de la Mort van sobreviure, incloent a Maximilian Veers (llavors Coronel, després un dels grans Generals Imperials), el General Tagge i el General Bast, els qui originalment van advertir a Grand Moff Tarkin del perill que comportava l'atac Rebel.

## Conseqüències
Com a resultat d'aquesta batalla, l'Aliança Rebel va guanyar credibilitat com un oponent militar legítim contra l'Imperi. Pocs mesos després de la batalla de Yavin, l'Imperi va despatxar gran quantitat de petits atacs contra Yavin 4 en un intent de destruir el focus principal rebel. Aquests atacs van ser duts a terme per petits grups de caces TIE amb base en un lloc proper al sistema Yavin.